# Zdenko Magnus von Platen-Hallermund
Zdenko Magnus Karl Friedrich von Platen-Hallermund (7. juni 1880 i Wien – 21. juli 1943 i Hamborg) var en tysk greve og kaptajnløjtnant, som 1. september 1914, lige efter starten af 1. verdenskrig blev kommandant på den tyske Kaiserliche Marines luftskib L 4, som stationeredes i Fuhlsbüttel ved Hamborg.
Med L 4 bombarderede von Platen 19. januar 1915 King's Lynn i Norfolk under det første luftangreb mod Storbritannien nogensinde, men luftskibet havarerede 17. februar under en farlig nødlanding ved Båvandshuk, hvorefter von Platen holdtes interneret i Danmark i knap 3 år indtil det lykkedes ham at flygte.

## L 4's nødlanding ved Blåvandshuk 17. februar 1915
Den 17. februar 1915 var kommandant von Platen og 1. officeren søløjtnant Kruse på rekognoscering med L 4 over Nordsøen.
De overraskedes af hård vind og snevejr fra syd, så de med benzinmangel ikke kunne nå luftskibsbasen i Tønder, hvor 2 nye knap nok færdigbyggede luftskibshaller stod klar med nødberedskab, og måtte nødlande ved Blåvandshuk i krigsneutrale Danmark.
Herved reddede i alt 11 besætningsmedlemmer livet, men sidste mand var sejlmagermath Ashagen, der måtte springe fra stor højde og brækkede begge sine ben, og værre var, at 4 maskinister ombord på den bagerste gondol ikke nåede at hoppe af og drev sporløst med luftskibet til havs. L 4 er aldrig blevet fundet.

[14] Zeppeliner - Da luftkrigen blev luftbåren s74 - Jens Robdrup marts 1919 (ISBN 978-87-93589-06-3)
Også luftskib L 3 måtte nødlande samme dag på Fanø og blev skudt i brand.
På den danske regerings ordre holdtes de 2 besætninger interneret så længe krigen ville vare ved 6. infanteriregiment i Odense, dog vides nogen af officererne at have været interneret i Ålborg.

## Flugten fra Ålborg 19. december 1917
Det vides ikke om von Platen sendtes direkte til Ålborg til internering eller om han var i Odense sammen med den menige besætning først. (NB: von Platen blev overført fra Odense til Ålborg jf. ref 14 - se ovenfor)
Ifølge et brev dateret 3. januar 1918 fra den britiske konsul W.J. Holmes i Ålborg lykkedes det løjtnanterne von Platen og Pzygode om eftermiddagen den 19. december 1917 at flygte fra interneringen i Ålborg, under påskud de ville lede efter Pzygodes gravhund.
De forsvandt hhv. kl. 15.24 og kl. 16.45 på cykel og forsvindingsnummeret blev først opdaget kl. 20.
Von Platen klarede før nytår at nå til Hamborg, men Pzygode blev et par dage efter flugten fundet på en lille kro i Sæby.
De formodedes han var kørt i modsat retning for at forvirre vagterne.

## Efter flugten
Efter flugten fra Danmark tjente von Platen under den finske borgerkrig som forbindelsesofficer til ekspeditionskorpset.
Den 22. november 1919 trådte han ud af tjeneste, men tituleredes fra 21. april 1920 som Korvettenkapitän, selvom han efter krigen skal have slået sig ned i Hamborg, som forretningsmand.
Søløjtnant Kruse blev løsladt og var fra 1. april 1918 1. officer på luftskib L 60, indtil det brændte ved angrebet på luftskibsbasen i Tønder 19. juli 1918. Han fungerede også som hjælpe-personale til den tyske marineattaché for de nordiske lande, Hauptmann von Neergard i København.

## Familieforhold
Zdenko Magnus' onkel Oskar von Platen-Hallermund var viceadmiral og 1911-1935 hofmarskal for kejser Wilhelm 2. af Tyskland.
Zdenko Magnus blev 1919 gift med den ¾ jødiske købmandsdatter Maria Kugelmann fra Hamborg, men skilt 1927.
Hun var svagelig og blev 1941 fra sit hjem ved Außenalster i Hamborg, deporteret til Minsk i Hviderusland, hvor hun vistnok døde i Maly Trostenets udryddelseslejren. En bror og svigerinde til hende boende på samme adresse begik året efter selvmord, inden de også skulle have været deporteret.

I 2. ægteskab 1927 blev han gift med Marie Nathalja Sackleen fra Helsingfors.
I dette ægteskab fik han 1932 sønnen Carl Gustav Magnus (Gösta) von Platen-Hallermund.
Zdenko Magnus von Platen døde i Hamborg 63 år gammel lige inden det store britiske bombardement, som indledtes 24. juli 1943.

## Reference
1. ↑  Zeppeliner forlis den 17. februar 1915 Arkiveret 3. september 2014 hos  Wayback Machine - mitfanoe.dk
2. ↑  Verlust von L 3 und L 4 in 1915 Arkiveret 20. maj 2013 hos  Wayback Machine - zeppelin-museum.dk
3. ↑  La perte du L3 et L4 Arkiveret 13. februar 2015 hos  Wayback Machine - lzdream.net
4. ↑  Wrecked Zeppelin caught in a snowstorm - Dominion 20. feb. 1915
5. ↑  Caught by at snowstorm, second Zeppelin lost - The Advertiser (Adelaide) 20. feb. 1915
6. ↑  To Zeppelin luftskibe blev i sidste uge ødelagt ved Jyllands kyst - Dannevirke 24. feb. 1915
7. ↑  Parseval'er ødelagt ved Esbjerg - Den Danske Pioneer 25. feb. 1915
8. ↑  Two Zeppelins Wrecked - Poverty Bay Herald 13. april 1915
9. ↑  Two Zeppelins Wrecked - Otago Daily Times 17. april 1915
10. ↑  Zeppelin L-4 crashes into North Sea - history.com
11. ↑  Luftschiff LZ27 [L4] & Magnus von Platen - theaerodrome.com
12. ↑  Kaiser's naval aviator - theaerodrome.com
13. ↑  Maria von Platen-Hallermund (geboren Kugelmann) * 1886 - stolpersteine-hamburg.de